# Дал Бело (Болоња)
Дал Бело (итал. Dal Bello) је насеље у Италији у округу Болоња, региону Емилија-Ромања.
Према процени из 2011. у насељу је живело 36 становника. Насеље се налази на надморској висини од 92 м.